# Helena Valley Northeast
Helena Valley Northeast is een plaats (census-designated place) in de Amerikaanse staat Montana, en valt bestuurlijk gezien onder Lewis and Clark County.

## Demografie
Bij de volkstelling in 2000 werd het aantal inwoners vastgesteld op 2122.

## Geografie
Volgens het United States Census Bureau beslaat de plaats een oppervlakte van
132,9 km², waarvan 121,2 km² land en 11,7 km² water.

## Plaatsen in de nabije omgeving
De onderstaande figuur toont nabijgelegen plaatsen in een straal van 12 km rond Helena Valley Northeast.